# 소거
소거란 수학용어로, 미지수가 2개인 연립 방정식에서 미지수 하나를 없애는 것을 뜻한다. 주로 연립 방정식에서 많이 사용한다.(주로 y나 x를 없엔다)